# Issaka Issoufou
Pour les articles homonymes, voir Issoufou.
 (novembre 2014).
Si vous disposez d'ouvrages ou d'articles de référence ou si vous connaissez des sites web de qualité traitant du thème abordé ici, merci de compléter l'article en donnant les références utiles à sa vérifiabilité et en les liant à la section « Notes et références ».
Issaka Issoufou est un homme politique nigérien, ministre de l'hydraulique et de l'Environnement pendant le gouvernement de Brigi Rafini entre 2011 et 2016, Président du Conseil des Ministres de la Commission du Bassin du Lac Tchad. Il était en outre président de Lumana Tillabéri.